# Палм, Нэй
Нао́ми Грейс Со́лфилд (англ. Naomi Grace Saalfield; род. 15 мая 1989, Мельбурн, Австралия), более известная как Нэй Палм — австралийский музыкант, а также вокалистка и гитаристка джаз/фанк-группы Hiatus Kaiyote.

## Ранние годы
Нэй Палм родилась 15 мая 1989 года в Мельбурне, Австралия. Она воспитывалась матерью-одиночкой вместе с пятью своими братьями и сёстрами. Знакомство с музыкой у Солфилд произошло с подачи матери, которая играла на фортепиано, слушала соул, фламенко и северо-западную африканскую музыку. Позднее её брат познакомил её с классическими рок-балладами Джими Хендрикса и Led Zeppelin. Когда Наоми было 11, её мать умерла от рака груди, а после смерти отца в пожаре, в 13 лет она стала сиротой.
После смерти матери Наоми попала под программу опеки и переехала к своей тёте в Маунт Бьюти. Она также временно жила с семьёй, которая управляла заповедником для диких животных, где и прониклась любовью к природе. Её тётя владела акустической гитарой, так Нэй научилась играть на ней. Когда Солфилд было 15 лет, она вернулась в Мельбурн и какое-то время была бездомной. Работая фаер-артистом она взяла псевдоним «Нэй Палм».

## Карьера
В Мельбурне Палм начала карьеру сольной певицы/гитаристки. После одного из концертов в 2010 году к ней подошёл Пол Бендер, который наблюдал за её выступлением, и предложил сотрудничать. На следующий год они основали группу Hiatus Kaiyote вместе с барабанщиком Перрином Моссом и клавишником Саймоном Мэйвином.
В 2012 году группа выступала на разогреве у Тейлора МакФеррина; МакФеррин позднее пригласил Нэй Палм поработать вместе с ним над треком "The Antidote". В апреле 2012 года группа выпустила свой независимый дебютный альбом Tawk Tomahawk. Второй альбом Haitus Kaiyote, Choose Your Weapon, был выпущен в мае 2015 года. Альбом занял высокие позиции в австралийских чартах и был номинирован на премию Грэмми в Соединённых Штатах.
В 2017 Палм выпустила дебютный сольный альбом Needle Paw, который, предположительно, был назван в честь цветка, растущего в пустыне. Альбом был инструментально простым и состоял лишь из вокала и гитары. Он включал в себя как оригинальные треки, так и исполнение песен Дэвида Боуи, Тэмии и Джими Хендрикса. В работе над альбомом также принял участие австралийский певец-абориген Джейсон Гувонбел Гуррувиви. Палм рассказала, что работа над сольным альбомом дала ей место для эксперимента с гитарным звучанием, а также создания более сырого звучания, в чём она установила личный рекорд. Обложка альбома, абстрактный портрет Солфилд, была нарисована чилийским художником Джоуи Маасдаммом.
В июне 2018 года Палм приняла участие в альбоме Дрейка Scorpion, который высоко оценил её и Hiatus Kaiyote в целом. Она перепела песню "More Than a Woman" Алии, что впоследствии было использовано в треке "Is There More" Дрейка. О своих рабочих взаимоотношениях с Дрейком Палм рассказала NME в 2021 году. Она рассказала, что он стал присылать ей куски проектов для совместной работы, и они вскоре обрели взаимоуважение: "Он довольно быстро понял, что я не собираюсь продавать его наработки, чтобы купить яхту".
Третий студийный альбом Hiatus Kaiyote, Mood Valiant, был выпущен в июне 2021 года. На такое название для альбома Палм вдохновила мама Наоми, которая владела двумя универсалами Valiant Safari белого и чёрного цветов и вела тот, что больше подходил под её настроение на день.

## Личная жизнь и стиль

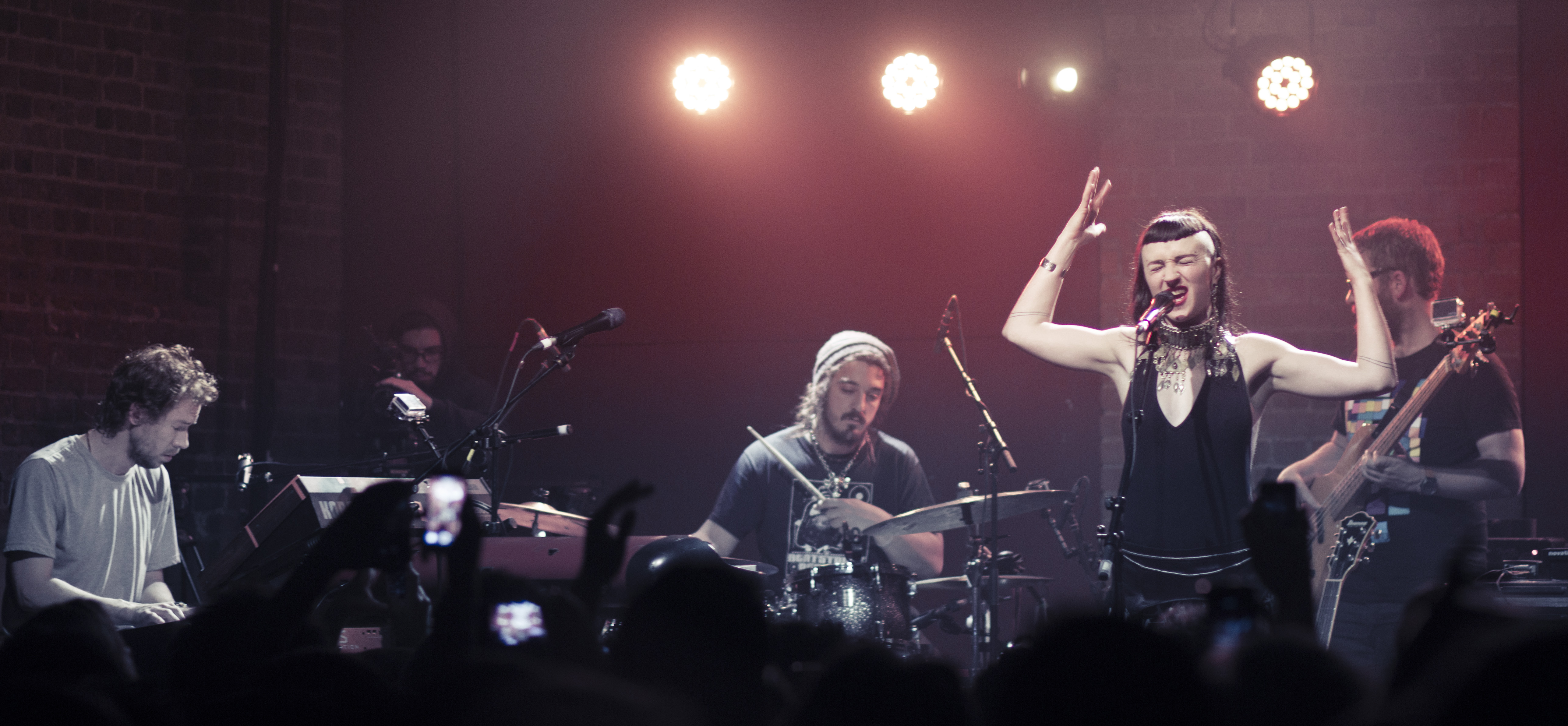
Hiatus Kaiyote на выступлении в 2013 году

Палм известна своим сценическим образом и украшениями, а придуманный ей стиль макияжа был отмечен множеством модных изданий. Наоми имеет татуировку на лице, которая повторяет шрам, оставленный вороной, о которой она заботилась будучи ребёнком. Как отмечалось в интервью журналу Allure: "То, как я украшаю себя — продолжение меня: моё ощущение духовности, игривости и любопытства к миру".
18 октября 2018 года Палм рассказала, что у неё был диагностирован рак груди и заявила: "Каждый день меня пронизывает тревога, когда я пытаюсь изобразить мужество и спокойствие перед лицом ужаснейшего и самого эмоционально опустошающего дерьма, с которым мне когда-либо приходилось сталкиваться". Восстанавливаясь от мастэктомии, на своей больничной койке Нэй вместе с Полом Бендером исполняет кавер на песню "The Makings of You" Кёртиса Мейфилда, и это транслируется онлайн. Она отказалась от реконструкции груди в надежде бросить вызов стандартам красоты, однако пользовалась декоративным слепком, который повторял форму груди до её удаления, который она планировала использовать в своих сценических образах. В интервью KCRW Berlin в 2019 году она заявила, что вылечилась от рака.
Палм также часто путешествовала со своим попугаем по имени Чарли Паркер, который умер в 2019 году. Во время пандемии COVID19 она изучала японское искусство Кинцуги, объясняя это так: "...при помощи Кинцуги ты превращаешь что угодно в нечто прекрасное новыми и удивительными способами. Отвалившийся осколок становится самой важной частью".

## Дискография

### Студийные альбомы
| Название   | Информация                                                                         |
| ---------- | ---------------------------------------------------------------------------------- |
| Needle Paw | - Дата выхода: 2017 - Лейбл: Flying Buddha - Формат: Цифровая загрузка, CD и винил |

## Награды и номинации

### Australian Women in Music Awards
Australian Women in Music Awards — ежегодное мероприятие, которое отмечает выдающихся женщин в австралийской музыкальной индустрии, что внесли значительный и долгосрочный вклад в своём ремесле. Премия была учреждена в 2018 году.
| Год  | Номинируемая работа | Категория                      | Результат | Ref.   |
| ---- | ------------------- | ------------------------------ | --------- | ------ |
| 2019 | Нэй Палм            | Премия сценического мастерства | Номинация | [ 26 ] |

### Music Victoria Awards
Music Victoria Awards — ежегодная премия, которая проводится в ночное время и отмечает исполнителей штата Виктория. Премия была учреждена в 2005 году.
| Год  | Номинируемая работа       | Категория       | Результат | Ref.   |
| ---- | ------------------------- | --------------- | --------- | ------ |
| 2021 | Нэй Палм (Hiatus Kaiyote) | Лучший музыкант | Ожидается | [ 27 ] |

## Внешние ссылки
- Официальный сайт Hiatus Kaiyote
- Официальный сайт Нэй Палм